# Соколичи
Соколичи (словен. Sokoliči, итал. Socolici) је насељено место у општини Копар, Обално-Крашка регија, Словенија.

## Историја
До територијалне реорганизације у Словенији били су у саставу старе општине Копар.

## Становништво
У попису становништва из 2011. године, Соколичи су имали 3 становника.
| Број становника према пописима | Број становника према пописима | Број становника према пописима |
| ------------------------------ | ------------------------------ | ------------------------------ |
| 1991                           | 2002                           | 2011                           |
| 4                              | З                              | 3                              |

- Ознака З представља заштићене податке